# 矢野隼人
矢野 隼人（やの はやと、1980年10月29日 - ）は、元サッカー選手、サッカー指導者。ポジションはFW。通称“和製ロナウド”（ヴェルディ川崎の公式愛称）、“ヤナウド”。

## 来歴
大阪生まれ、名古屋育ち。名古屋市立高針台中学校（湊川誠隆と同級生）経て愛知FC在籍時の高校2年時に愛知県立愛知工業高等学校から帝京高校に転入。高校2年時には中心選手として、全国高校サッカー選手権大会で準優勝を経験。同時に全日本ユース選抜にも選ばれる。高い身体能力とスピード感あるドリブルが持ち味だった。
1999年には日本サッカー協会強化指定選手（現:特別指定選手）としてヴェルディ川崎でJリーグデビュー。2002年にはヴァンフォーレ甲府に期限付き移籍をしたが結局プロでは無得点という結果に終わる。東京Vを解雇された後はKリーグの水原三星ブルーウィングスの練習に参加していたが、その後は引退し中古車販売店に勤務していた。
2006年6月に中古車販売店を退社し、トレーニングを再開。2007年シーズンにFC刈谷へ加入し、現役復帰を果たす。2008年シーズン終了後にFC刈谷を退団し、2009年から刈谷市のサッカークラブ・ホペイロジュニアユース、東海学園大学サッカー部のコーチに専念する事となった。その後に同大学から離れ、2013年からは愛知県安城市に本部があるDREAM愛知JFC（ドリーム愛知ジュニアフットボールクラブ）の下部組織となったホペイロ刈谷ジュニアユーススタッフの一員、かつ愛知県トレセンのスタッフとして活動している。

## 所属クラブ
- 1987年 - 1992年 上杜小学校
- 1993年 - 1995年 高針台中学校
- 1996年 - 1997年 愛知FC
- 1998年 - 1999年 帝京高校
  - 1999年 ヴェルディ川崎（強化指定選手）
- 2000年 - 2002年 ヴェルディ川崎/東京ヴェルディ1969　
  - 2002年1月 - 同年9月 ヴァンフォーレ甲府（レンタル移籍）
- 2007年 - 2008年 FC刈谷

## 個人成績
| 国内大会個人成績 | 国内大会個人成績 | 国内大会個人成績 | 国内大会個人成績 | 国内大会個人成績 | 国内大会個人成績 | 国内大会個人成績 | 国内大会個人成績 | 国内大会個人成績 | 国内大会個人成績 | 国内大会個人成績 | 国内大会個人成績 |
| 年度             | クラブ           | 背番号           | リーグ           | リーグ戦         | リーグ戦         | リーグ杯         | リーグ杯         | オープン杯       | オープン杯       | 期間通算         | 期間通算         |
| 年度             | クラブ           | 背番号           | リーグ           | 出場             | 得点             | 出場             | 得点             | 出場             | 得点             | 出場             | 得点             |
| 日本             | 日本             | 日本             | 日本             | リーグ戦         | リーグ戦         | リーグ杯         | リーグ杯         | 天皇杯           | 天皇杯           | 期間通算         | 期間通算         |
| ---------------- | ---------------- | ---------------- | ---------------- | ---------------- | ---------------- | ---------------- | ---------------- | ---------------- | ---------------- | ---------------- | ---------------- |
| 1999             | V川崎            | 35               | J1               | 2                | 0                | 0                | 0                | 0                | 0                | 2                | 0                |
| 2000             | V川崎            | 9                | J1               | 1                | 0                | 2                | 0                | 0                | 0                | 3                | 0                |
| 2001             | 東京V            | 17               | J1               | 3                | 0                | 1                | 0                | 0                | 0                | 4                | 0                |
| 2002             | 甲府             | 18               | J2               | 1                | 0                | -                | -                | -                | -                | 1                | 0                |
| 2002             | 東京V            | 3                | J1               | 4                | 0                | 0                | 0                | 1                | 0                | 5                | 0                |
| 2007             | 刈谷             | 15               | JFL              | 5                | 0                | -                | -                | 0                | 0                | 5                | 0                |
| 2008             | 刈谷             | 28               | JFL              | 0                | 0                | -                | -                | -                | -                | 0                | 0                |
| 通算             | 日本             | 日本             | J1               | 10               | 0                | 3                | 0                | 1                | 0                | 14               | 0                |
| 通算             | 日本             | 日本             | J2               | 1                | 0                | -                | -                | -                | -                | 1                | 0                |
| 通算             | 日本             | 日本             | JFL              | 5                | 0                | -                | -                | 0                | 0                | 5                | 0                |
| 総通算           | 総通算           | 総通算           | 総通算           | 16               | 0                | 3                | 0                | 1                | 0                | 20               | 0                |

- 1999年は強化指定選手として出場